# Император
Император (од лат. imperator, преко старофранцуског empereor) мушки је монарх и суверени владар империје. Императорка је женски еквивалент с тим што може означавати и супругу императора, односно мајку. Титула императора се углавном сматра вишом од краља. Јапански император је једини владајући монарх на свету чија се титула на енглески језик преводи као император с тим што се у српском језику назива цар. Генерално је познато да цареви имају највише монархијске почасти и ранг, надмашујући краљеве. У Европи се титула цара користила од средњег века, сматрајући се у то време једнаким или готово једнаким достојанством папином због његовог положаја као видљивог поглавара цркве и духовног вође католичког дела Западне Европе. Јапански цар је једини тренутно владајући монарх чија је титула преведена на енглески као „цар”, иако нема никакву политичку моћ, нити је Јапан царство.
Цареви и краљеви су монарси, али цар и царица сматрају се вишим монархијским титулама. Колико год да постоји строга дефиниција цара, то је да цар нема односе који имплицирају супериорност било ког другог владара и типично влада над више од једног народа. Стога би краљ могао бити обавезан да плати данак другом владару, или да буде суздржан у својим поступцима на неки неједнак начин, док бе цар у теорији требало да буде потпуно ослобођен таквих ограничења. Међутим, монарси на челу империја нису увек користили титулу у свим контекстима - британски суверен није преузео титулу царице Британског царства чак ни током инкорпорације Индије, иако је проглашена царицом Индије.